# Weltmeisterschaften der Rhythmischen Sportgymnastik 2021
Die 38. Weltmeisterschaften der Rhythmischen Sportgymnastik fanden vom 27. bis 31. Oktober 2021 in Kitakyūshū in Japan statt.

## Siegerinnen
| Disziplin                        | Gold                                                                                                   | Silber | Bronze                                                                                               |
| -------------------------------- | --- | --- | --- |
| Mehrkampf-Mannschaft             | Russland Marija Tolkatschowa Alisa Tischschenko Angelina Schakatowa Polina Orlowa Anastassija Blisnjuk | Italien Martina Centofanti Agnese Duranti Alessia Maurelli Daniela Mogurean Martina Santandrea Rie Matsubara | Belarus Hanna Hajdukewitsch Nastassja Malakanawa Nastassja Rybakowa Aryna Zyzylina Karyna Jarmolenka |
| Reifen                           | Dina Awerina                                                                                           | Alina Harnasko                                                                                               | Sofia Raffaeli                                                                                       |
| Ball                             | Dina Awerina                                                                                           | Arina Awerina                                                                                                | Alina Harnasko                                                                                       |
| Keulen                           | Dina Awerina                                                                                           | Arina Awerina                                                                                                | Nastassja Salas                                                                                      |
| Band                             | Alina Harnasko                                                                                         | Dina Awerina                                                                                                 | Arina Awerina                                                                                        |
| Mehrkampf-Einzel                 | Dina Awerina                                                                                           | Alina Harnasko                                                                                               | Arina Awerina                                                                                        |
| Gruppe-Mehrkampf mit einem Gerät | Russland Marija Tolkatschowa Anastassija Blisnjuk Polina Orlowa Angelina Schakatowa Alisa Tischschenko | Italien Martina Centofanti Agnese Duranti Alessia Maurelli Daniela Mogurean Martina Santandrea               | Japan Rina Imaoka Rinako Inaki Rie Matsubara Sayuri Sugimoto Ayuka Suzuki                            |
| Gruppe-Mehrkampf mit 2 Geräten   | Italien Martina Centofanti Agnese Duranti Alessia Maurelli Daniela Mogurean Martina Santandrea         | Russland Marija Tolkatschowa Anastassija Blisnjuk Polina Orlowa Angelina Schakatowa Alisa Tischschenko       | Japan Rina Imaoka Rinako Inaki Rie Matsubara Sayuri Sugimoto Ayuka Suzuki                            |

### Medaillenspiegel
| Rang | Nation   | Gold | Silber | Bronze | Gesamt |
| ---- | -------- | ---- | ------ | ------ | ------ |
| 1    | Russland | 7    | 4      | 2      | 13     |
| 2    | Italien  | 1    | 3      | 1      | 5      |
| 3    | Belarus  | 1    | 2      | 4      | 7      |
| 4    | Japan    | —    | —      | 2      | 2      |